# Періастр
Періа́стр (від грец. περί — біля, і грец. άστρον — зоря) — точка орбіти однієї з компонент подвійної зоряної системи, в якій вона перебуває на найкоротшій відстані від іншої зорі.
Найвіддаленіша від іншої компоненти точка еліптичної орбіти називається апоастр.